# دارواشیان
دارواشیان (Viscaceae) تیره‌ای از صندل‌سانان درختچه‌ای انگلی سبزینه‌دار و بدون ریشه با هفت سرده و ۴۵۰ گونه که در تمام جهان به‌ویژه نواحی گرمسیری می‌رویند؛ برگ‌های آنها ساده با آرایش متقابل و بافت علفی یا چرمی یا غشایی با حاشیه کامل و گل‌هایشان منظم و برگه‌دار و کوچک است.